# Муспельгейм

Картина всесвіту в скандинаській міфології

Муспельгейм (давньоскан. Múspellsheimr), або Вогняний світ — у скандинавській міфології вогняна країна, де живуть вогняні велетні (муспели). Один з дев'яти світів всесвіту. Розташовувався на південь від Великої Безодні (Гіннунга Гап). Вхід до цього світу охороняє вогняний велетень і його повелитель Сурт. Існував разом із Туманним світом (Ніфльгейм) іще до появи всього живого. За легендами, іскри з Вогняного світу зародили життя в талому льоді з Туманного світу. Також, з іскор боги-аси створили зорі. Частину зір вони закріпили, а решту, для того щоб дізнаватись час за зорями, розмістили так, щоб вони рухались по колу, проходячи його за один рік. В кінці часів (Рагнарок) сини Вогняного світу проскачуть через Темний Ліс (Мюрк-від) до Веселкового Мосту (Біфресту), і від ударів копит їхніх коней міст розвалиться.

## Назва
- Муспелсхеймр (давньоскан. Múspellsheimr, «муспельщина, світ муспелів»; мол. фут. ᛘᚢᛋᛒᛅᛚᛚᚼᛅᛁᛘᚱ, МФА: [muspelsxejmr]; ісл. Múspellsheimur) — первісна назва. 
  - Етимологія Múspell незрозуміла.
  - Heimr («країна», «земля», «світ»)[1] від протогерманського *haimaz («хата, дім, хутір, село»). Когнат гот. 𐌷𐌰𐌹𐌼𐍃, haims, давн-англ. hām, дав.-сакс. hēm, давн.в-нім. heim.

- Муспельгейм, або Муспелхейм (англ., норв. і швед. Muspelheim) — сучасна назва.

- Муспел (давньоскан. і ісл. Múspell) — скорочено.

- Вогняний світ — перекладна, описова назва.

## Розташування
В умовно-просторовій структурі світів, Муспельгейм розташований на південь від безодні Ґіннунґаґап.

## Мешканці

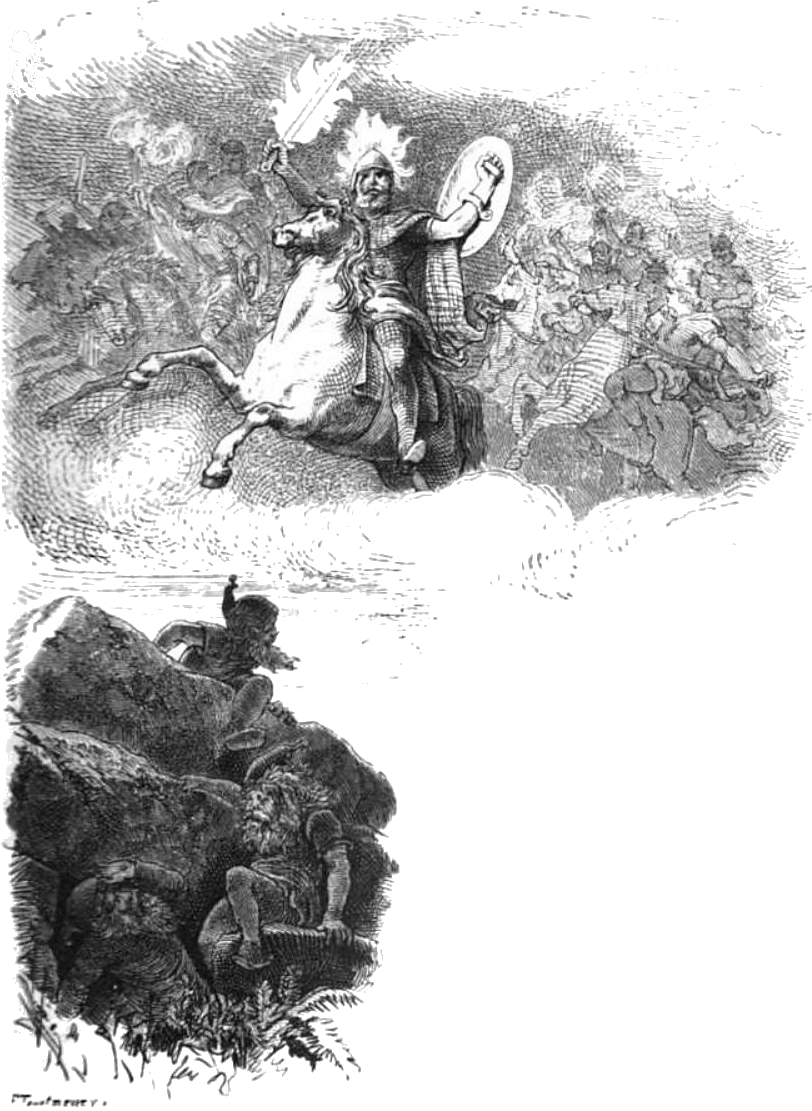
Сурт із вогняним мечем, у супроводі муспелів

У Муспельгеймі живуть вогняні велетні разом зі своїм повелителем Сурт.

## Рагнарок. Кінець світу
У кінці часів сини Муспеля проскачуть через Мюрквід до Біфреста, і від ударів копит їхніх коней розвалиться міст-веселка, споруджений богами-асами.

Темний Ліс (Мюрквід)
Темний Ліс (Мюрквід)
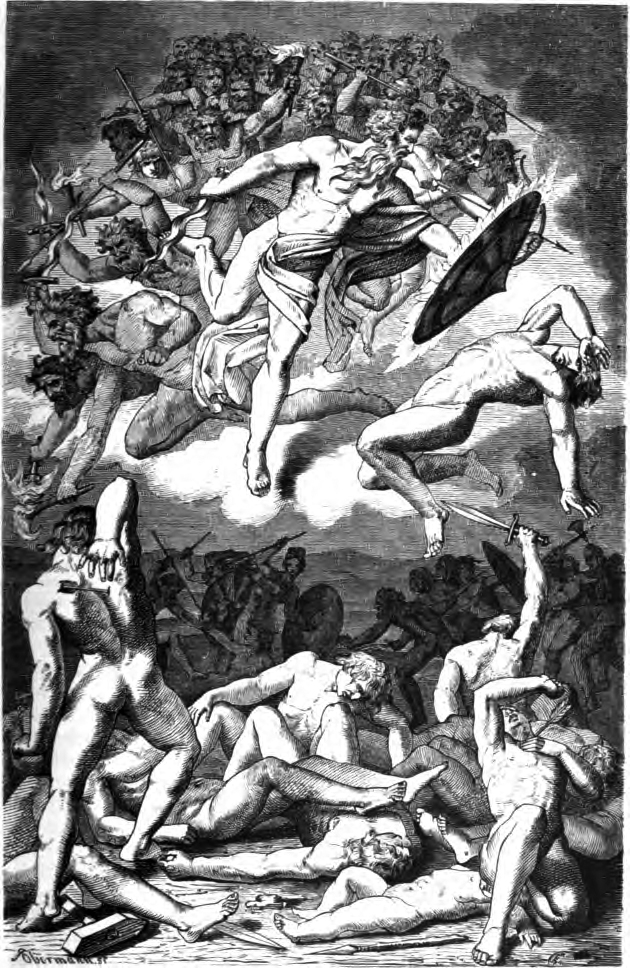
Рагнарок. Сини Муспела атакують богів-асів
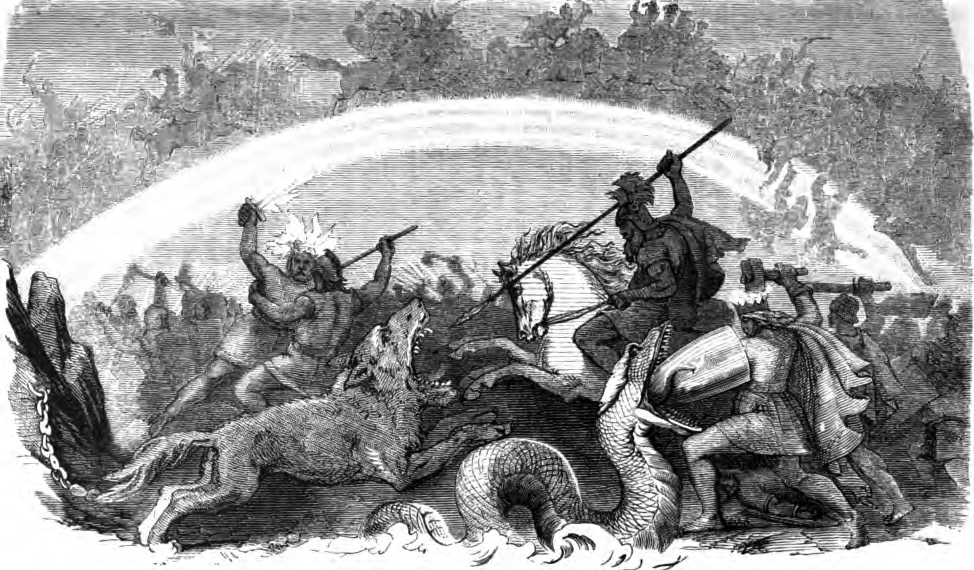
Рагнарок. Сутр із палаючим волосям.
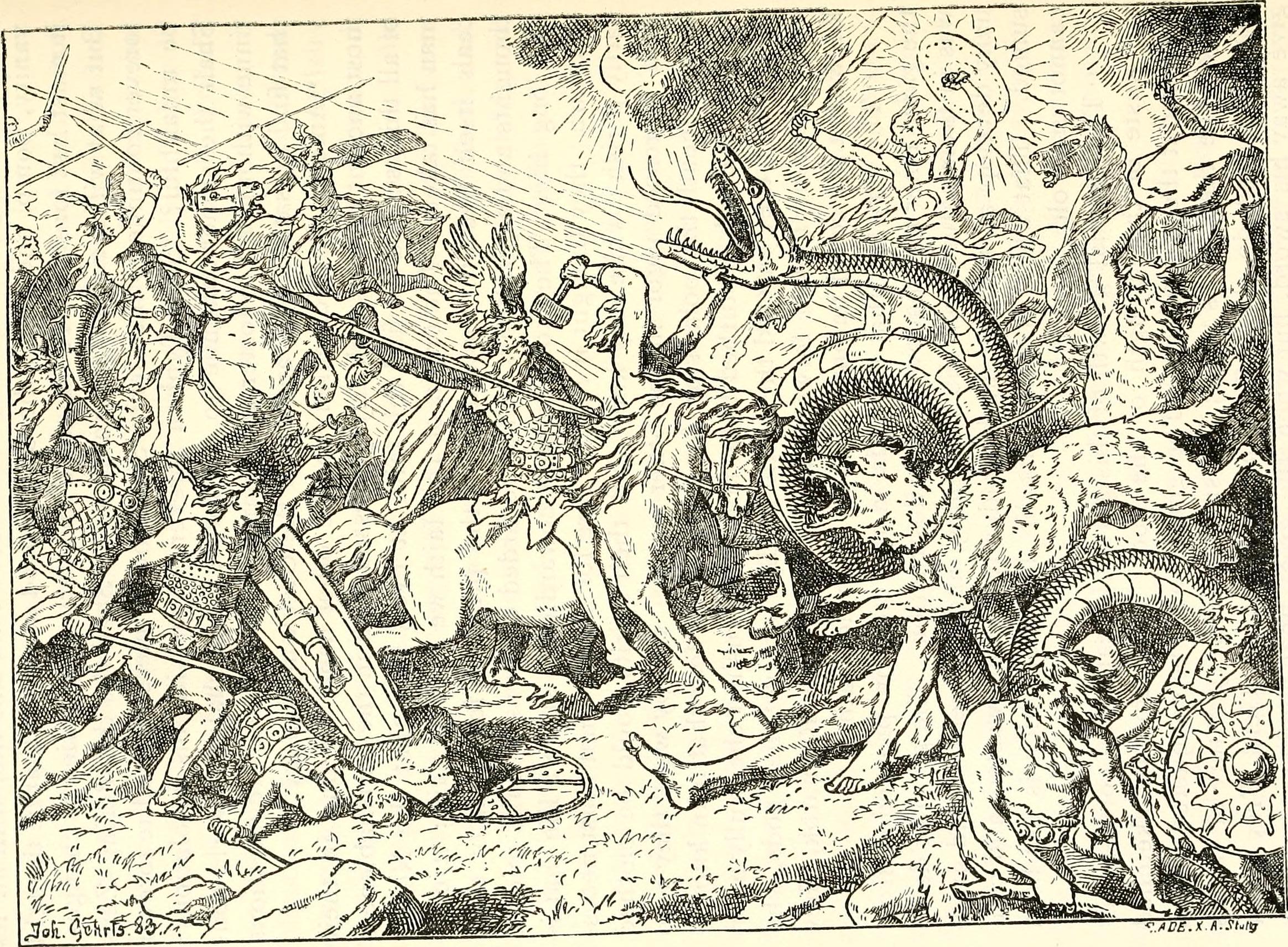
Рагнарок. Сутр із палаючим волосям.
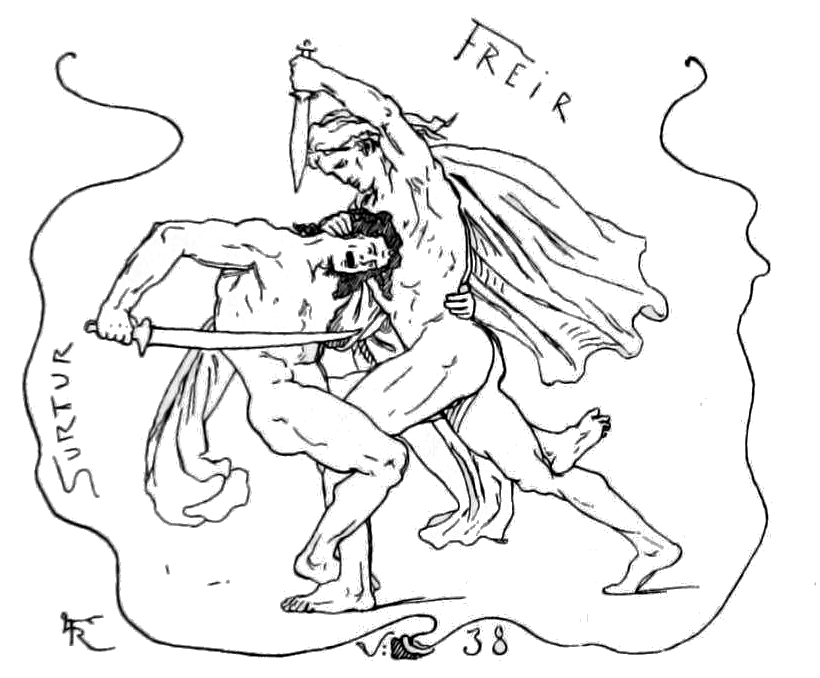
Рагнарок. Сутр і Фрейр
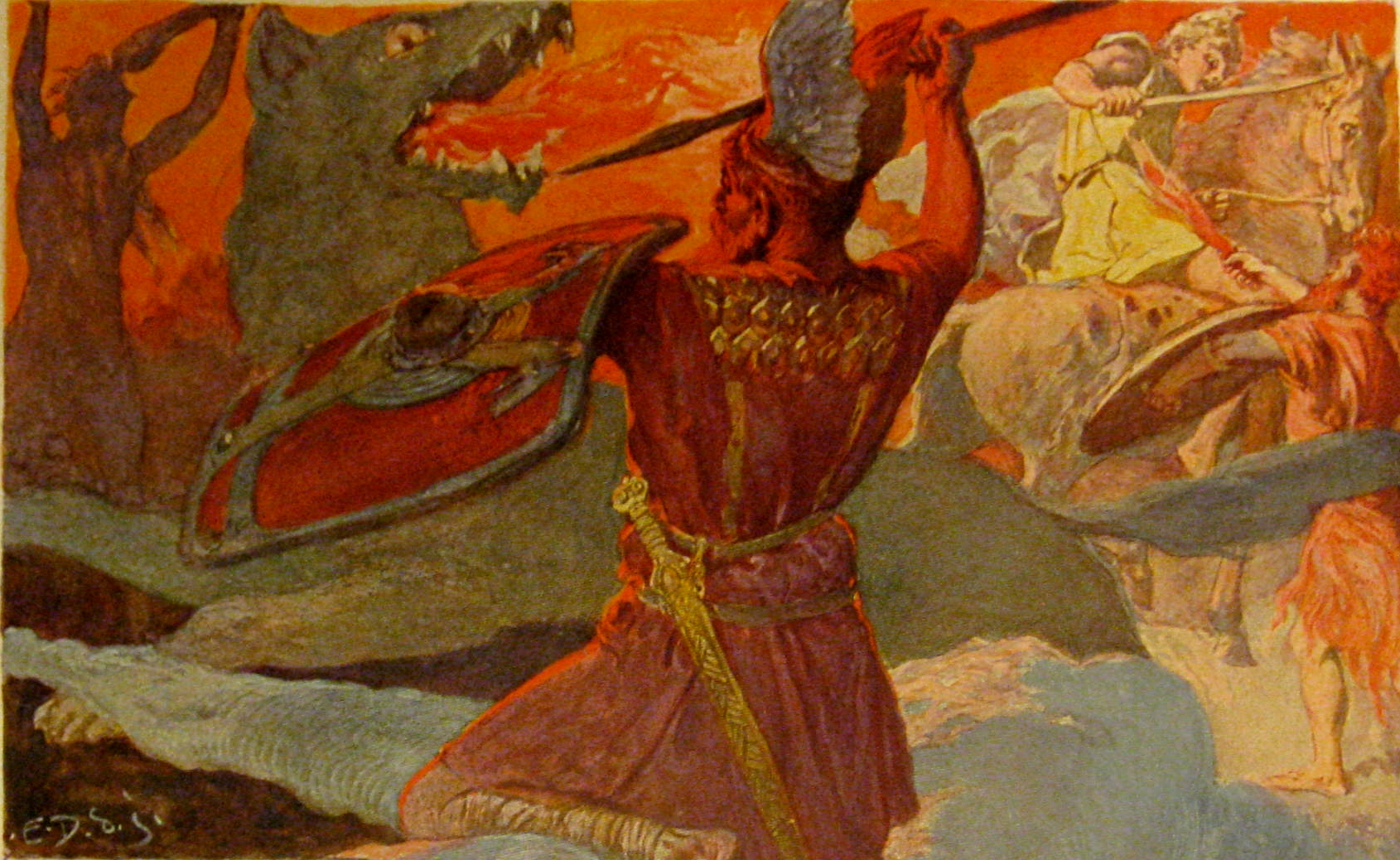
Рагнарок. Одін й Фернір. Фрейр і Сутр
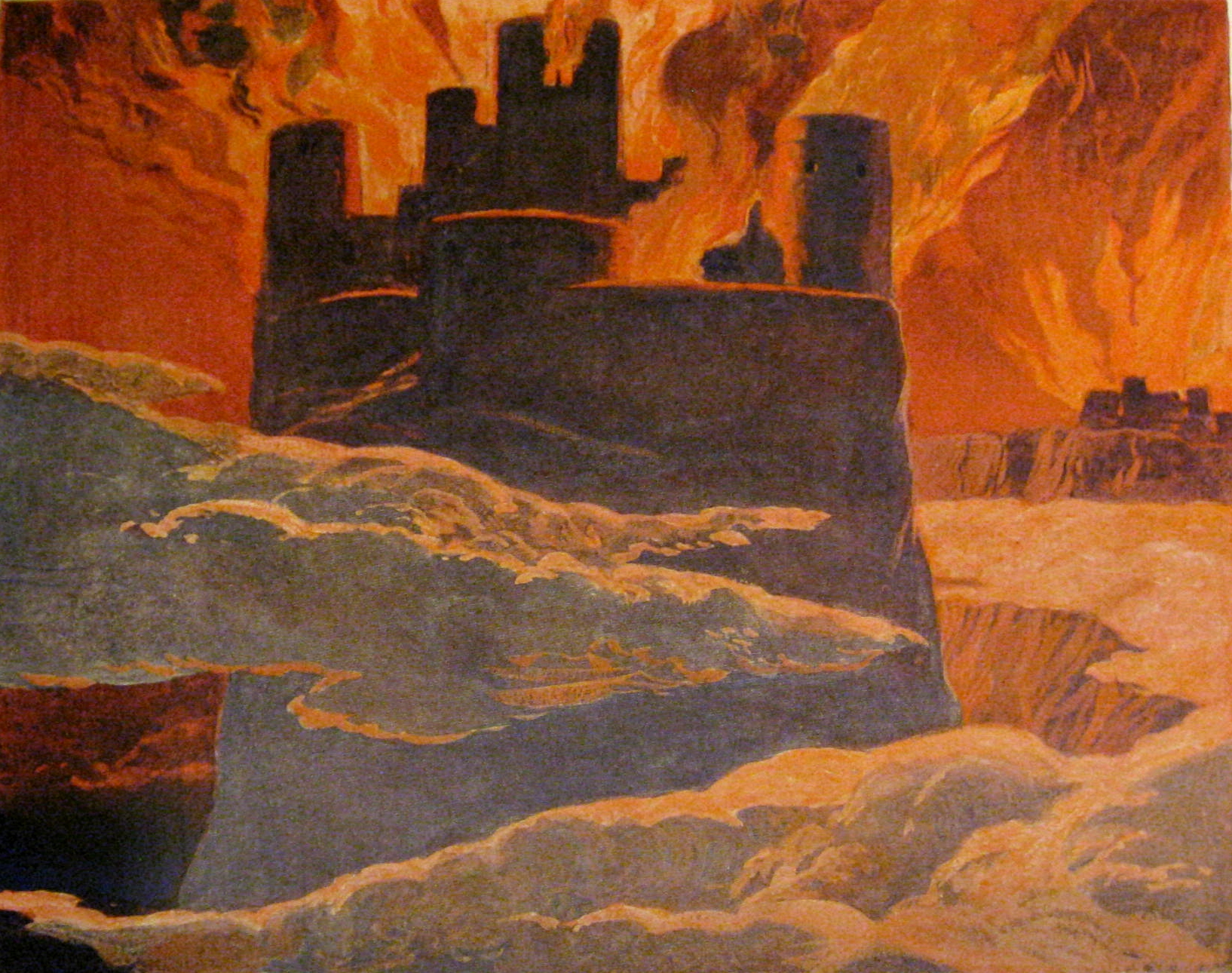
Рагнарок. Світ спалений муспелами.